# Miles Smiles
(Miles Davis)
Miles Smiles è un album registrato dal quintetto di Miles Davis nell'ottobre del 1966 che raggiunse la sesta posizione nella Jazz Albums ed è entrato nella Grammy Hall of Fame Award 2016.

## Il disco
La registrazione avvenne con un numero minimo di prove, e il numero di takes di ogni brano fu in pratica deciso da Davis.
Circle è basato sul pezzo Drad-Dog, registrato nel marzo del 1961 e pubblicato su Someday My Prince Will Come. Herbie Hancock ha detto che Davis iniziò con un breve segmento del tema di Drad-Dog aggiungendo materiale fino ad ottenere una struttura "a spirale", da cui il titolo Circle.
In Orbits, Dolores e Gingerbread Boy Herbie Hancock insolitamente accompagna solo con linee melodiche della mano destra, senza sostenere il gruppo con gli accordi della mano sinistra.
Due dei pezzi (Freedom Jazz Dance e Gingerbread Boy) non furono scritti da membri del gruppo (che è un'occorrenza insolita per questa formazione), anche se con un arrangiamento e un'esposizione molto più liberi che non gli originali. Lo standard Footprints era già stato inciso dal suo autore - e sassofonista del quintetto - Shorter, sul suo album Adam's Apple (e anche in questo caso con un arrangiamento più tradizionale).
Il contributo del batterista Tony Williams è particolarmente rilevante, sia dal punto di vista ritmico, sia dal punto di vista strettamente musicale. Un notevole esempio è l'approccio poliritmico a Footprints: all'inizio Williams accompagna in 6/4 le linee di basso di Ron Carter (anch'esse in 6/4), e trasforma il ritmo in un "ride" 4/4 durante l'assolo di Davis e nei successivi. Inoltre, nel finale, in pratica impone al gruppo un'insolita ripresa addizionale del tema.
Tre delle composizioni su questo disco entrarono nel repertorio dal vivo del quintetto: Dolores si può ascoltare su una sola registrazione della primavera del 1967; Gingerbread Boy e Footprints fecero comparse molto più frequenti, Gingerbread Boy almeno fino alla primavera del 1969 e Footprints almeno fino all'aprile del 1970, quando compare su una registrazione (non ufficiale) al Fillmore West.
Le prime versioni dal vivo di Gingerbread Boy (primavera ed estate del 1966) utilizzano la melodia originale di Jimmy Heath: la versione su questo album, come molte delle successive, usa una linea melodica modificata (forse da Davis).

## Tracce
1. Orbits - 4:37 (Wayne Shorter)
2. Circle - 5:53 (Miles Davis)
3. Footprints - 9:47 (Wayne Shorter)
4. Dolores - 6:20 (Wayne Shorter)
5. Freedom Jazz Dance - 7:13 (Eddie Harris)
6. Gingerbread Boy - 7:52 (Jimmy Heath)

## Formazione
- Miles Davis - tromba
- Wayne Shorter - sax tenore
- Herbie Hancock - pianoforte
- Ron Carter - contrabbasso
- Tony Williams - batteria